# Церква Різдва Пресвятої Діви Марії (Звиняч)
Церква Різдва Пресвятої Діви Марії в Звинячі — парафія і храм греко-католицької громади Улашківського деканату Бучацької єпархії Української греко-католицької церкви в селі Звиняч Чортківського району Тернопільської области.

## Історія
У селі Звиняч діяв монастир Святої Параскеви, ЧСВВ, який опікувався парафіяльною церквою. У 1676 році монастир був зруйнований козаками Петра Дорошенка і турками. На той час у селі також існувала дерев'яна церква Різдва Пресвятої Богородиці. Пізніше монастир відродився, а у 1785 році його приєднали до монастиря в Улашківці.
У 1792 році на кошти Катерини Мисливської збудували муровану церкву Вознесіння Господнього, яка діяла до 1912 року. У 1912 році стару церкву розібрали і на її місці почали зводити нову кам'яну в бароковому стилі, будівництво якої завершилося у 1921 році.
У 1989 році, після виходу УГКЦ з підпілля, за сприяння о. Т. Лопушинського в селі виникла парафія УАПЦ, яка, попри приналежність храму до греко-католицької громади, зайняла його. У 1990 році утворилася парафія УГКЦ, яка проводить богослужіння в колишньому проборстві, переобладнаному під каплицю.
На території парафії встановлено шість пам'ятних хрестів, зокрема на честь скасування панщини (1874), проголошення Незалежності України (1992), 450-річчя села (1999), 1000-річчя хрещення Русі-України (1988), а також на згадку про Святу Місію (1995) та вояків УСС і УПА. Також у селі є каплиця на честь Пресвятої Богородиці та відновлена каплиця Богородиці з Дитятком.
При парафії діють:
- Братство «Апостольство молитви».
- Біблійний гурток.

## Парохи
- о. Н. Лисенецький
- о. В. Левицький
- о. М. Волянський
- о. М. Галущинський
- о. Романовський (1923—1924)
- о. М. Ганкевич (1924—1935)
- о. Н. Погорецький (1935—1938)
- о. Гримайлюк (1938)
- о. Т. Лопушинський
- о. Тарас Сеньків
- о. Р. Шлапак
- о. М. Романець
- о. Р. Гончарик
- о. С. Ліщинський
- о. І. Чайківський
- о. В. Лехняк — адміністратор з жовтня 2011 року.